# Secretary (filme)
Secretary (bra: Secretária ; prt: A Secretária) é um filme de comédia e drama romântico erótico americano de 2002 dirigido Steven Shainberg e escrito por Erin Cressida Wilson. Estrelando Maggie Gyllenhaal e James Spader, o filme explora o intenso relacionamento entre um advogado dominante e a sua secretária submissa, os quais praticam vários tipos de atividades BDSM, tais como spanking e omorashi.

## Elenco
- Maggie Gyllenhaal como Lee Holloway, a secretária submissa
- James Spader como E. Edward Grey, o empregador de Lee e dominante sexual
- Jeremy Davies como Peter
- Lesley Ann Warren como Joan Holloway
- Stephen McHattie como Burt Holloway
- Jessica Tuck como Tricia O'Connor
- Patrick Bauchau como Dr. Twardon
- Amy Locane como Lee's sister
- Oz Perkins como Jonathan
- Michael Mantell como Stewart
- Sabrina Grdevich como Allison
- Ezra Buzzington como professora de datilografia